# Lerotholi (Politiker)
Lerotholi [leroˈtʰodi] (* 1836; † 19. August 1905; auch Lerotholi Letsie) war von 1891 bis 1905 Oberhaupt (Sesotho morena e moholo, englisch Paramount Chief) des Volkes der Basotho in Basutoland, heute Lesotho.

## Leben
Lerotholi war der erstgeborene Sohn von Letsie I., der von 1870 bis 1891 morena e moholo in Basutoland war. Trotzdem gab es wegen der Erbfolge Streitigkeiten. Um den absehbaren Zwist zwischen seinen Söhnen Letsie und Molapo zu entschärfen, hatte sein Großvater Moshoeshoe um 1869 eine Beziehung zwischen Senate, einer älteren Halbschwester Letsies, deren Mutter die Hauptfrau Moshoeshoes war, und Josefa Molapo, dem Sohn seines zweiten Sohnes Molapo, eingefädelt. Das Brautgeld ging anders als üblich an die Eltern des Mannes. Damit sollte deren erstgeborener Sohn dem „ersten Haus“ angehören und damit die Nachfolge als morena e moholo antreten. Letsie selbst hatte eine Beziehung mit seiner Cousine Maneella, die später Lerotholis Hauptfrau wurde. Als Letsie 1891 starb, wurde jedoch nicht Motšoene, der minderjährige Sohn Senates und Josefas, sondern Lerotholi Nachfolger seines Vaters. Lerotholi hatte sich im Seqiti-Krieg durch mutige Vorstöße in den Oranje-Freistaat ausgezeichnet. Im Gun War 1880 bis 1881 kämpfte er gegen die Truppen der Kapkolonie.
Nach seiner Ernennung zum morena e moholo erbaute Lerotholi seinen Sitz wie sein Vater nahe Matsieng, da das ihm zustehende Thaba Bosiu Sitz seines Onkels Masopha war. Lerotholis Regierungszeit war durch eine gegenüber den örtlichen barena gestärkte Position des morena e moholo geprägt. Die britischen Kolonialbehörden unter Resident Commissioner Lagden versuchten damit, Basutoland zu zentralisieren und damit leichter kontrollieren zu können. Im Gegenzug wurde Lerotholi von nahen Verwandten bedrängt und musste auf Druck der britischen Behörden gegen den rebellischen Masopha vorgehen. Er schlug ihn schließlich 1898 militärisch bei Thaba Bosiu. 1903 wurde der Basutoland National Council (BNC; etwa „Nationalrat von Basutoland“) gegründet, dem neben Lerotholi weitere Chiefs angehörten. Der BNC hatte beratende Funktion, verabschiedete aber auch 18 Gesetze, die das Leben der Basotho regeln sollten. Sie wurden Laws of Lerotholi genannt („Lerotholis Gesetze“).
Lerotholi starb 1905. Sein Nachfolger als morena e moholo wurde der erstgeborene Sohn seiner Zweitfrau, Letsie Lerotholi, als Letsie II.

## Sonstiges
Der 2007 geborene Kronprinz Lerotholi David Mohato Bereng Seeiso wurde nach Lerotholi benannt. 